# Santa Ana (Carirubana)
Pour les articles homonymes, voir Santa Ana.
Santa Ana est l'une des quatre ou cinq paroisses civiles, de la municipalité de Carirubana dans l'État de Falcón au Venezuela. Sa capitale est Santa Ana.

## Géographie

### Relief
Le territoire paroissial est dominé au nord par le cerro Santa Ana qui culmine à 830 mètres d'altitude. Les autres sommets du territoire sont les cerros Arajó, Capuana, Colorado et Tausabana.

### Démographie
Hormis sa capitale Santa Ana, la paroisse civile comporte plusieurs localités dont :
- Barlovento
- Cruz Verde
- Davaduvare
- Divacoa
- El Cerrito
- El Cujisal
- Machuruca
- Maitiruma
- Portachuelo
- Santa Ana
- Tumarusa
- Varacara